# Luisana Lopilato
Luisana Loreley Lopilato, becenevein Lu, Luli és Lui (Buenos Aires, 1987. május 18. –) argentin színész, énekesnő és fotómodell.
Eduardo és Betty Lopilato leányaként született, a keresztény vallásban nevelkedett, és gyerekkora óta az Atlético River Plate  nevű futballklub szurkolója. Pályája alakulására nagy hatással volt Andrea Del Boca argentin színésznő és Luis Miguel mexikói popénekes.
Első tévés megjelenése nyolcéves korában volt a Mi familia es un dibujo („A családom egy csoda”) című szappanoperában, amelyet 1996 és 1998 között sugároztak a Telefé nevű argentin televízióadón. Négy évvel később, 1999-ben egy szereplőválogatás során Cris Morena beválasztotta az akkor ötödik tévésorozatánál tartó Chiquititas („Apróságok”) szereplőgárdájába, amelyben egészen a sorozat 2001-es befejezéséig alakította Luisana Maza szerepét, amely Latin-Amerika számos országában ismertté tette a nevét. Egy rövid – angol nyelvű – szerepet játszott a 2000-ben készült Un amor en Moisés Ville („Szerelem Moisés Ville-ben”) című filmben, amely zsidók különböző csoportjainak a cári Oroszországból való elmeneküléséről szól, akik végül Argentína különféle részein leltek menedéket, köztük Santa Fe tartományban is. A következő évben egy sor kortársával együtt szerepet kapott a Chiquititas. Rincón de Luz („Apróságok. A napos sarok”) című filmben, amit a patagóniai Villa La Angostura városában forgattak.
2002-ben, amikor Cris Morena, az egyik első számú argentin tévés filmkészítő megalkotta a Rebelde Way című ifjúsági szappanopera ötletét, őt kérte fel az egyik főszereplő, Mia Colucci szerepére, akit a forgatókönyv szerint gazdag vállalkozó apja egyedül nevel. A sorozat, amelynek középpontjában az Elite Way School nevű középiskola áll, a Canal 9 televízió sugározta este 8 óra környékén. Ez és egy hasoncímű regény hívta életre az Erreway zenekart, amelynek Lopilatón kívül tagja lett a sorozat többi főszereplője: Benjamín Rojas, Camila Bordonaba és Felipe Colombo is (akivel egy időben szerelem is összefűzte). Az együttesnek három albuma jelent meg, amelyek közül az egyik aranylemez lett Argentínában, különböző országokban tett turnéjuk pedig több ezer ember érdeklődésére tartott számot.
A Rebelde Way 2003 végén ért véget, amikorra Argentína-szerte – az ország közel egytizedét kitevő – átlagosan napi hárommillió nézője volt. A nagy siker hatására 2004-ben a négy főszereplő részvételével Északnyugat-Argentínában leforgatták az Erreway: Cuatro caminos („Erreway: Négy út”) című filmet. Ugyanebben az évben Lopilato szerepet vállalt a Los Pensionados („Ösztöndíjasok”) című új sorozatban, amelyet a Canal 13 nevű csatorna sugárzott. Ebben a sorozatban egy féltékeny és – a Diego Alarcón alakította apja által – elkényeztetett lányt játszott, aki beleszeret a Nicolás Vázquez által megformált Manuelbe. A sorozatot fél éven keresztül mindössze csekély sikerrel sugározták, ezért hat hónap után levették a műsorról. Lopilato ekkor Dady Brieva humoristával együtt a Los secretos de Papá („Apa titkai”) című sorozatot kezdte forgatni, amelyben a főszereplő lányát alakította, aki megszökik anyja córdobai otthonából, hogy felkeresse apját Buenos Airesben. A széria 2005 februárjáig futott, és az elmaradt sikerre való tekintettel a végén már este 11 órakor sugározták. Lopilato Erreway nevű zenekara mindeközben 2004 végén feloszlott.
Lopilato azonban 2005-ben visszatért a tévé – méghozzá a Telefé (amelyen debütált) – képernyőjére a Casados con hijos („Házaspár gyerekekkel”) című vígjátéksorozatban, ami az Egy rém rendes család (melynek angol címe Married… with Children) argentin feldolgozása volt. A sorozatban, amely – amerikai eredetijéhez híven – nagyrészt a helyzetkomikumra épít, bátyja, Darío Lopilato mellett (aki a sorozatban is a bátyját játszotta) a szülőket alakító Guillermo Francellával és Florencia Peñával együtt szerepelt: az Argento család oktalan lányát, Paolát alakította, az eredeti sorozatban Christina Applegate által játszott Kelly megfelelőjét. A Rebelde Way mellett ez a sorozat is azok közé tartozik, amelyek fellendítették a hírnevét. A széria emellett elnyerte az év vígjátékának járó díjat is.
2006. március 20-ától az Alma pirata („Kalózlélek”) című tévésorozat főszerepében jelentkezett, amelyet a Telefé este 9 órakor sugárzott. A sorozatban együtt szerepelt egykori szerelmével, Mariano Martínezszel, valamint Isabel Macedóval és Benjamín Rojasszal, akivel viszont a Rebelde Way-ben játszott együtt. Eközben szerepelni kezdett a Casados con hijos második sorozatában, amelyet az első széria nagy sikerére való tekintettel kezdtek forgatni, és ezzel Lopilato vált az első argentin színésznővé, aki a 2006-os évben egyszerre két televíziós sorozatban is szerepelt.
2007-ben részt vett az Odisea, Aventura Argentina („Odüsszeia – Argentin kalandok”) című vetélkedőben, amelyet a Marleynak becézett Alejandro Wiebe nevű tévés személyiség vezetett a Santa Cruz tartománybeli El Calafate városában. Lopilato a győztes piros csapat tagja volt.
Időközben szerepelt a Carlo Goldoni „Arlecchino, két úr szolgája” című darabjából készült színházi előadásban is. Jelenleg a bátyja szereplésével is készülő El Capo: mafioso contra su voluntad („A motorháztető: egy maffiózó az akarata ellen”) című sorozatban játssza Giannela Neyra testvére, Ornella szerepét.
Mindemellett Lopilato kölcsönözte a hangját a Plumíferos („Tollasok”) című animációs film egyik főhősének, színészi munkája mellett pedig modellkedik is, három szezonon át vezette Argentína első számú divatcége, a 47 Street téli kampányát, valamint részt vett a Gottex nevű divatcég izraeli fürdőruha-kampányában és a Kif nevű dezodor izraeli reklámhadjáratában.
Bár egyre több magyar nyelvű honlap is foglalkozik Luisana Lopilato személyével, a hírnevét megalapozó Rebelde Way című sorozatot Magyarországon soha nem sugározták. Annál nagyobb sikert aratott Izraelben és a latin-amerikai országok mellett mindenekelőtt hazájában, ahol 2002-ben mindössze tizenöt éves kora ellenére Lopilato az egyik legnépszerűbb tévésztárrá nőtte ki magát, sokak számára pedig egyenesen szexszimbólummá vált, aki országa legnépszerűbb magazinjainak – köztük a Para Tí és a Gente – címlapján pózol bikiniben. Noha sokan bírálják őt, és kritikusai szerint karrierjét csupán lenyűgöző alakjának köszönheti, sikerét bizonyítja több mint ötven címlapfotója, valamint újabb és újabb szerepajánlatai. A magazinokban a magánéletéről is sokat cikkeznek: 2007 márciusa óta úgy tudni, hogy Juan Mónaco argentin teniszjátékossal járt, különféle honlapjaiból pedig megtudható, hogy bátyja mellett még egy fiútestvére, ezen kívül pedig két macskája, egy kutyája, egy nyula és egy hörcsöge is van, valamint hogy szereti a körtét és az édességet, a szerencseszáma pedig a 17.
2009-ben jött össze Michael Bublé, kanadai énekessel,  akivel a "Haven't Met You Yet" videóklip forgatásán ismerkedtek meg. 2011. március 31-én Luisana szülőhazájában, Argentínában házasodtak össze.
2013 január végén a pár bejelentette, hogy első gyermeküket várják, és márciusban kiderült, hogy fiút várnak. 2013. augusztus 27-én Vancouverben született meg a kisfiú, Noah Bublé Lopilato.
2015 július elején bejelentették, hogy a második gyermeküket várják, és szeptemberben kiderült, hogy ismét kisfiút várnak. 2016. január 22-én Vancouverben született meg a második fiuk, Elias Bublé Lopilato.